# 8374 Horohata
8374 Horohata este un asteroid din centura principală de asteroizi.

## Descriere
8374 Horohata este un asteroid din centura principală de asteroizi. A fost descoperit pe 10 ianuarie 1992 la Kiyosato de Satoru Ōtomo. Asteroidul prezintă o orbită caracterizată de o semiaxă mare de 3,23 ua, o excentricitate de 0,18 și o înclinație de 2,9° în raport cu ecliptica.